# FINAL (UP-BEATのアルバム)
『FINAL』（ファイナル）は、UP-BEATの2作目のベスト・アルバム。1995年8月23日、SPEEDSTAR RECORDSから発売された。

## 解説
1990年2月の『HAMMER MUSIC』以来5年半ぶりとなるベスト・アルバムは、東川真二（ギター）と水江慎一郎（ベース）の脱退以降、解散発表した1995年までの楽曲から選曲されたベスト盤。
キャッチコピーは、『忘れない、君と駆け抜けた日々を。』。
本作が解散前にリリースされた最後の音源・作品となった。
新曲、ラストシングル「A DAY WITH YOU」、リミックスが施された楽曲も収録。
本作発売後の解散直後に発売された2枚組の発表した全曲が選曲対象のコンプリート・ベスト・アルバム『up-beat』には本作収録楽曲は一曲も収録されていない。
本作発売から一週間後の8月30日に行われた渋谷公会堂でのラストライブを以てUP-BEATは10年間の活動に幕を閉じ解散した。

## 収録曲
| #   | タイトル                          | 作詞                       | 作曲                            | 備考 | 時間 |
| --- | --------------------------------- | -------------------------- | ------------------------------- | --- | ---- |
| 1.  | 「美女と野獣と愛しき罪」          | 広石武彦                   | 岩永凡                          | 編曲:UP-BEAT・ホッピー神山 本作の為に作られた新曲                                                                                                | 4:27 |
| 2.  | 「HARD BEAUTY」(Re-Mix Version)   | 広石武彦                   | 広石武彦・岩永凡・嶋田祐一      | 編曲:UP-BEAT・ホッピー神山 7枚目のアルバム『GOLDEN GATE』収録(別バージョン)                                                                      | 4:24 |
| 3.  | 「Angel's Voice」                 | 広石武彦                   | 広石武彦                        | 編曲:UP-BEAT・ホッピー神山 11枚目のシングル、5枚目のアルバム『Weeds & Flowers』収録                                                              | 5:21 |
| 4.  | 「All Right」(Re-Mix Version)     | 広石武彦                   | 広石武彦・UP-BEAT               | 編曲:UP-BEAT・ホッピー神山 14枚目のシングル、6枚目のアルバム『Big Thrill』収録(別バージョン)                                                     | 4:29 |
| 5.  | 「REBEL YELL 〜運命のシナリオ〜」 | 広石武彦・柳川英巳         | 広石武彦                        | 編曲:UP-BEAT・潮崎裕己・田中NOB 17枚目のシングル、9枚目のアルバム『NAKED』収録 タイトルの「運命」は「さだめ」と読む                              | 5:00 |
| 6.  | 「Violet...熱く」                 | 広石武彦                   | 広石武彦                        | 編曲:UP-BEAT・潮崎裕己・田中NOB 9枚目のアルバム『NAKED』収録                                                                                     | 4:32 |
| 7.  | 「Never Die」                     | 岩永凡                     | 岩永凡・UP-BEAT                 | 編曲:UP-BEAT・ホッピー神山 6枚目のアルバム『Big Thrill』収録                                                                                     | 5:31 |
| 8.  | 「BLONDE BLUE」                   | 広石武彦                   | 広石武彦                        | 編曲:UP-BEAT 8枚目のアルバム『Pleasure Pleasure』収録                                                                                            | 5:30 |
| 9.  | 「Wall Song」                     | 広石武彦                   | 広石武彦・UP-BEAT               | 編曲:UP-BEAT・ホッピー神山 12枚目のシングル「Weeds & Flowers〜最後の国境〜」のカップリング、5枚目のアルバム『Weeds & Flowers』収録(別バージョン) | 4:31 |
| 10. | 「Pleasure Pleasure」             | 広石武彦                   | 広石武彦                        | 編曲:UP-BEAT 8枚目のアルバム『Pleasure Pleasure』収録                                                                                            | 4:46 |
| 11. | 「Good Luck Angel」               | 岩永凡・柳川英巳           | 岩永凡                          | 編曲:UP-BEAT 16枚目のシングル、8枚目のアルバム『Pleasure Pleasure』収録                                                                          | 4:34 |
| 12. | 「夏の雨」                        | 岩永凡・広石武彦・柳川英巳 | 岩永凡                          | 編曲:UP-BEAT 8枚目のアルバム『Pleasure Pleasure』収録                                                                                            | 4:41 |
| 13. | 「HOT LIPS」                      | 広石武彦・柳川英巳         | 岩永凡                          | 編曲:UP-BEAT 8枚目のアルバム『Pleasure Pleasure』収録                                                                                            | 4:13 |
| 14. | 「Dance to The Ruin」             | 広石武彦                   | 広石武彦・UP-BEAT・ホッピー神山 | 編曲:UP-BEAT・ホッピー神山 5枚目のアルバム『Weeds & Flowers』収録                                                                                | 4:47 |
| 15. | 「Weeds & Flowers〜最後の国境〜」 | 広石武彦                   | 広石武彦・UP-BEAT               | 編曲:UP-BEAT・ホッピー神山 12枚目のシングル、5枚目のアルバム『Weeds & Flowers』収録                                                              | 5:17 |
| 16. | 「A DAY WITH YOU」                | 広石武彦                   | 広石武彦                        | 編曲:UP-BEAT ラストシングル | 4:36 |